# Arroio Culebro
O arroio Culebro, também conhecido como riacho Culebro é uma corrente natural e intermitente de água com cerca de 28 quilômetros de extensão, situado a cerca de 12 km ao sul da cidade de Madri, capital da Espanha. Seu percurso descreve um U, e sua descarga fluvial varia dependendo da estação, alcançando sua máxima na primavera, e chegando a desaparecer completamente no verão. Seu trajeto localiza-se a uma altitude de 600 metros em sua nascente e 550 em sua foz.
O arroio Culebro nasce no Parque Polvoranca, dentro do município de Leganés, na Comunidade de Madri, a cerca de 12 quilômetros a sudoeste da própria capital. Seu percurso segue em direção sudeste, passando pelo norte do município de Fuenlabrada, e mais tarde inclina-se para o leste, servindo como fronteira entre os municípios de Getafe, no norte, e Pinto, no sul. Em seu trecho final, o arroio segue rumo a noroeste, entrando completamente em Getafe, até desembocar no rio Manzanares, a cerca de 13 km a sudeste de Madri.
O arroio abastece de água os parques e jardins dos municípios que cruza, e dá nome a duas zonas residenciais, uma em Getafe e outra em Leganés, e a uma área tecnológica de Getafe e Pinto. Parte de suas margens estão cobertas por canáceas e árvores caducifólias.